# Pedro Ferreira (gimnasta)
Pedro Ferreira (Vila do Conde, 17 de marzo de 1997) es un deportista portugués que compite en gimnasia en la modalidad de trampolín.
Ganó cinco medallas en el Campeonato Mundial de Gimnasia en Trampolín entre los años 2018 y 2023, y seis medallas en el Campeonato Europeo de Gimnasia en Trampolín entre los años 2016 y 2024.

## Palmarés internacional
| Campeonato Mundial | Campeonato Mundial       | Campeonato Mundial | Campeonato Mundial |
| Año                | Lugar                    | Medalla            | Prueba             |
| ------------------ | ------------------------ | ------------------ | ------------------ |
| 2018               | San Petersburgo (Rusia)  | Medalla de plata   | Equipo mixto       |
| 2022               | Sofía (Bulgaria)         | Medalla de oro     | Equipo             |
| 2022               | Sofía (Bulgaria)         | Medalla de plata   | Sincronizado       |
| 2022               | Sofía (Bulgaria)         | Medalla de bronce  | Equipo mixto       |
| 2023               | Birmingham (Reino Unido) | Medalla de plata   | Equipo mixto       |
| Campeonato Europeo |                          |                    |                    |
| Año                | Lugar                    | Medalla            | Prueba             |
| 2016               | Valladolid (España)      | Medalla de bronce  | Sincronizado       |
| 2016               | Valladolid (España)      | Medalla de bronce  | Equipo             |
| 2021               | Sochi (Rusia)            | Medalla de plata   | Equipo             |
| 2022               | Rímini (Italia)          | Medalla de plata   | Sincronizado       |
| 2022               | Rímini (Italia)          | Medalla de plata   | Equipo             |
| 2024               | Guimarães (Portugal)     | Medalla de oro     | Individual         |